# Apanteles lunatus
Apanteles lunatus är en stekelart som beskrevs av Song och Chen 2004. Apanteles lunatus ingår i släktet Apanteles och familjen bracksteklar. Inga underarter finns listade i Catalogue of Life.